# تک‌استودیو
تک‌استودیو (به انگلیسی TeXstudio) یک ویرایشگر متنی چندسکویی متن‌باز و آزاد است. ویژگی‌های این ویرایش‌گر شامل یک بررسی‌کنندهٔ هجی (اسپل‌چکر) ویرایشگر، کدفلدینگ و برجسته‌کنندهٔ سینتکس می‌شود. این ویرایش شامل خود لاتک نمی‌شود. کاربر لازم است ابتدا توزیع لاتک را انتخاب کند و پیش از استفاده از این ویرایش‌گر نصب کن.
تک‌استودیو که در اصل تک‌میکرX نامیده می‌شد، به عنوان فورکی از تک‌میکر آغار به‌کار کرد. در حالی که سعی شد ویژگی‌های بیشتر به آن افزوده شود و در عین حال ظاهر و احساس استفاده از آن حفظ شود.

## ویژگی‌ها
ویژگی‌های تک‌استودیو عبارتند از:
- تکمیل خودکار (همچنین به تازگی قابلیت تعریف دستورهای سفارشی)
- پشتیبانی از برنامه‌نویسی[نیازمند شفاف‌سازی]
- ابزار دستیار برای تصاویر، جداول و فرمول‌ها (دستیارها رابط گرافیکی کاربرپسند را برای ساختن ساختارهایی با کدهای پیچیده می‌دهد)
- پشتیبانی از قابلیت کشیدن و رها کردن برای تصاویر
- سیستم قالب[نیازمند شفاف‌سازی]
- نحو برجسته (برجسته‌کردن کدها با توجه به نوع هر بخش کود)
- غلط‌گیر
- سیستم درونی نمایش PDF
- به‌روزرسانی زندهٔ درون‌خطی برای فرمول‌ها و بخش‌های کد
- پشتیبانی از SVN
- ادغام با سیستم‌های مدیریت کتاب‌شناسی BibTeX و BibLaTeX
- قابلیت خروجی‌گرفتن HTML
- تجزیه و تحلیل سند واژگانی (به عنوان مثال تعداد کلمه‌ها، شمارش فراوانی تکرار، تعداد جمله‌ها)

## تاریخچهٔ تک‌استودیو
تک‌استودیو در سال ۲۰۰۸ از تک‌میکر با عنوان تک‌میکرایکس منشعب شد. تغیرهای در این انشعاب اساساً در محیط ویرایش‌گر، کدفلدینگ، برجسته‌سازی کد (سینتکس هایلات)، انتخاب ستونی متن و انتخاب چندگانهٔ متن بودند. این پروژه در ابتدا تک‌میکرایکس نامیده شد، و به‌عنوان مجموعه‌ای کوچک از افزونه‌ها برای تک‌میکر، شروع به‌کار کرد.
اولین نسخه از تک‌میکرایکس در ماه فوریه ۲۰۰۹ در سورس‌فورج منتشر شد. همکاری‌ها در جامعهٔ وب‌سایت سورس‌فورج، باعث به‌وجود آمدن ترجیحی برای ایجاد تفاوت نسبت به نسخهٔ اصلی تیم توسعهٔ تک‌میکر که سایت میزبان مستقلی را نیز نگه‌داری می‌کردند شد.
در ماه اوت ۲۰۱۰، نگرانی‌هایی بابت اشتباه گرفتن نسخهٔ جدید تک‌میکرایس در سورس‌فورج، و پروژهٔ قدیمی‌تر در xm1math.net بالا گرفت. در ژوئن ۲۰۱۱ بالا گرفت. در ماه ژوئن سال ۲۰۱۱ پروژه به تک‌استودیو تغییر نام داد.
جامعهٔ تک‌استودیو به این مسئله که «تک‌استودیو از تک‌میکر ناشی می‌شود» اعتراف می‌کنند، اما همچنین این را نیز بیان می‌دارند که «تغییرهای معنی‌دار در ویژگی‌ها و اساس کد تک‌استودیو را برنامه‌ای کاملاً متفاوت می‌سازد».